# Kriegergedächtniskapelle (Euerfeld)
Die Kriegergedächtniskapelle im unterfränkischen Euerfeld im Landkreis Kitzingen ist eine kleine Friedhofskapelle in dem Dettelbacher Ortsteil.
Das Gebäude befindet sich am südöstlichen Ortsrand auf dem Friedhof in der Nähe der Michaelskirche. Sie gehört zum Dekanat Kitzingen.
Die Kapelle entstand  im Jahr 1925. Sie hat nur eine Grundfläche von 5 m2 und ist den Gefallenen des Ersten Weltkriegs gewidmet. Im Inneren ist ein Holzrelief mit einer Pietà und zwei Engeln angebracht. Eine Inschrift ehrt die Gefallenen. Die Seitenwände der Kriegergedächtniskapelle tragen auf Holztafeln die Namen aller Gefallenen.